# Nietzchka Keene
Nietzchka Keene (26 juin 1952 – 20 octobre 2004) est une réalisatrice et écrivaine américaine notamment connue pour Quand nous étions sorcières (titre original : The Juniper Tree), un long métrage tourné en Islande et mettant en scène la chanteuse islandaise Björk dans son premier rôle à l'écran,,,. Elle a enseigné le cinéma et le montage à l'université du Wisconsin à Madison jusqu'à sa mort.

## Biographie
Nietzchka Keene est née en 1952 et a grandi près de Boston, Massachusetts. En 1975, elle reçoit sa licence d'arts en linguistique germanique à l'université du Massachusetts à Amherst, et, en 1979, son master d'arts en production de films à l'université de Californie à Los Angeles (UCLA). À UCLA, elle est assistante de recherche en vieil islandais sous la direction du Dr. Jesse Byock.
Durant ses études, Keene occupe différents emplois dans l'industrie du cinéma à Los Angeles, et notamment preneuse de son pour un studio, monteuse de dialogues pour une maison de post-production, projectionniste, et recording mixer à l'UCLA. En tant qu'étudiante, elle produit trois courts-métrages : Friends (1977), Still (1978) and Hinterland (1983). 
En 1986, de retour de son année « fulbright » (un programme boursier très sélectif), elle écrit le scénario de Quand nous étions sorcières puis retourne en Islande en 1987 pour tourner le film in situ. Il s'agit du premier film mettant en scène la chanteuse et actrice Björk. Celle-ci joue le rôle d'une enfant dans une histoire basée sur un conte des frères Grimm, Le Conte du genévrier. Keene remporte une bourse Verna Fields Memorial de l'UCLA en 1987 pour le montage du film, qui ne s'achève qu'en 1989 et est présenté pour la première fois à Los Angeles le 10 avril 1990. Il est ensuite diffusé dans plus de 23 festivals et événements de par le monde, notamment au festival du film de Sundance, au Harvard Film Archive et à l'Art Institute of Chicago. Il remporte le prix du public au festival des films des femmes de Montréal en 1990 et le premier prix du premier film au festival international du film de Tróia au Portugal en 1991.
En 1994, Keene produit un court métrage, Aves, avec des subventions du National Endowment for the Arts et de l'université de Miami. Ce film emploie des techniques novatrices d'animation pour éclairer l'état spirituel d'une nonne recluse. 
On retrouve cet esprit d'innovation dans son second long métrage, Heroine of Hell, financé par une subvention de l'Independent Television Service — une initiative soutenue par le PBS lancée au début des années 1990 pour développer la création innovante à destination de la télévision publique. 
Heroine of Hell, dont le récit combine iconographie médiévale et intrigue actuelle, et qui met en scène Catherine Keener et Dermot Mulroney, est tourné à Miami et achevé en 1995. Il est diffusé sur les chaînes membres de PBS en 1996.
Au moment de sa mort, Keene avait deux projets en cours. 
Le premier, un scénario du nom de Belle, est basé sur l'histoire vraie d'une tueuse en série, Belle Gunness, à La Porte, Indiana au début du XXe siècle. 
L'autre est Barefoot to Jerusalem, son troisième long métrage. C'est l'histoire du voyage d'une femme après le suicide de son amant, à travers un paysage désert et solitaire qui l'entraîne dans un combat avec le diable. Le film a été tourné en 2001 en extérieur à Madison, Wisconsin et dans la péninsule supérieure du Michigan et en était aux dernières étapes de post-production lors du décès de Keene. 
On lui avait diagnostiqué un cancer du pancréas au printemps 2004 qui l'emporte à l'âge de 52 ans, le 20 octobre 2004.
Depuis, Barefoot to Jerusalem a été achevé et est sorti en 2008.

## Filmographie
- Friends (1977)
- Still (1978) court-métrage expérimental ; réalisation
- Hinterland (1981) court-métrage ; réalisation, scénario
- Quand nous étions sorcières (The Juniper Tree) (1990) long métrage ; réalisation, scénario, production
- Heroïne of Hell (1996) Film télé ; réalisation, production
- Aves (1998) court-métrage en stop-motion ; réalisation, scénario, animation
- Barefoot to Jerusalem (2008) long métrage ; réalisation, scénario